# Pterolophia nousopae
Pterolophia nousopae är en skalbaggsart som beskrevs av Stefan von Breuning 1965. Pterolophia nousopae ingår i släktet Pterolophia och familjen långhorningar.
Artens utbredningsområde är Laos. Inga underarter finns listade i Catalogue of Life.